# 金星 (エンジン)
金星（きんせい）は、第二次世界大戦期に三菱重工業が名古屋航空機製作所発動機部門の深尾淳二技師を中心に開発・製造した航空機用空冷星型エンジンである。社内呼称はA8（AはAir cool の意味）。
海軍に金星として採用され、海軍の主力エンジンとして多くの海軍機に搭載された。金星は海軍のエンジンであったため、初期においては陸軍機に搭載されることは無かったが、第二次大戦後期には陸軍にもハ112として採用され、陸軍機にも搭載されることとなった。大戦後半の陸海軍統合名称はハ33。

## 開発経緯
A8の開発以前、三菱では主としてライセンスを取得したイスパノ・スイザ系の水冷エンジン及びそれを搭載した航空機を製造していた。しかし高馬力化が進むに連れて手に余るようになっており、最終となる650馬力型では破損や故障を頻発させ、搭載機共々実用に耐えずと酷評されることとなってしまう。改良を続ける一方でユンカース社のライセンスによるエンジンを製造するが、こちらもトラブル続きで物にできず水冷エンジンは行き詰まりとなっていた。
一方で、1931年（昭和6年）中島に先駆けて離昇800馬力を狙った先進的な空冷星型14気筒エンジン、A4（七試発動機、後の金星一型及び二型）の試作機が完成し、九三式陸攻や七試艦上戦闘機に搭載されたものの、各部の破損が続出する有様で、この時期の三菱のエンジン部門は水冷、空冷ともに不振を究めていた。
そんな中、船舶部門から異動した深尾淳二発動機部機械課長は、水冷と空冷の得失を明示した上で三菱の今後のエンジンの主力を空冷と定めA4の改良に乗り出した。三菱は1934年（昭和9年）P&W R-1690 ホーネットの製造権を購入し「明星」として生産しており、これを参考にしたことから以降の三菱のエンジンは、P&Wの影響を受けたものとなる。
A4はカムとプッシュロッドを気筒後方にまとめて配置し、排気バルブがエンジン前方へ開口する機構を取っていた。冷却効率を上げる為に採用された構造だったが、逆に冷却不足を招き構造上の弱点となっていた。この構造はカム装置を入れ替えてエンジン後方へ排気する形式に変更している。更に、各国のメーカーのエンジンを参考とし改良を行った。
これら機構を一新したA8は1935年（昭和10年）12月の設計開始からわずか3ヶ月後の1936年（昭和11年）3月に試作機が完成し、テストが行われた。陸海軍の要求によりA6・A7エンジンを開発中であるにもかかわらず進められたA8の開発は軍の意向を半ば無視した形となり、海軍も当初は乗り気ではなかったという。しかし、テストの結果、信頼性が大幅に向上していることを認め、金星発動機三型として制式採用となった。
この三型の開発とほぼ並行して高馬力化に向けた改良も進められていた。すなわち、高馬力に対応する強度を持たせるためにマスターロッドを一体とし、センターベアリングを設けてクランクシャフトを組立式に、減速装置を傘歯歯車からプラネタリーギアにしたA8Cで、1937年（昭和12年）に金星発動機四型（のちに金星発動機四一型と改められる）として制式採用となっている。これが三菱では最初の1,000馬力級の発動機となった。
その後五x型、六x型と出力が強化され、シリーズ総計で15,124台生産された。
また、金星と部品の多くを共通とし、ショートストローク化することで小型化した瑞星、機構を踏襲した上でボア・ストロークを拡大した火星、18気筒化したハ43が開発されるなど、その後開発される三菱空冷星形エンジンの基礎となっている。

## 特徴
金星のボア・ストロークはA4と変わらず140 mm×150 mmである。この寸法は、それ以前に三菱が手掛けていたイスパノ300/450馬力発動機と同じ寸法を採用している。ボア・ストロークはエンジンの燃焼状態に影響が大きいことから、長く実績を積んだ寸法を採用した（同様に火星のボア・ストロークはイスパノ650馬力発動機と同寸法を採用している）。こうした手堅い設計により、金星は同時期の中島製エンジンよりも信頼性が高かったという評価もある。
吸排気のバルブを動かすプッシュロッドはエンジン前方にまとめて配置され、前列後列ともカムを共用している。このプッシュロッド配置が、中島製空冷星形エンジンとの、外観上の顕著な相違となっている。当初は利点ありとして採用された前方集中配置であるが、前後列でプッシュロッドの長さ、角度が変わることで、高回転時に悪影響があったともされる。更に18気筒になると後列気筒へのプッシュロッド配置が相当に窮屈となり冷却や整備に悪影響があることから、ハ43では前後気筒のカムとプッシュロッドをそれぞれ別に設ける形に変更されている（三菱でハ43に先駆けて開発された18気筒エンジン、ハ42は前方集中式で完成しているが、改良型のハ42ルの開発に当たっては設計をやり直しプッシュロッドは前後振り分けに変更されている）。

## 型式

### 金星旧型
社内呼称A4-Ra、試作名称七試空冷六〇〇馬力発動機。A8の前身にあたるA4の最初の試作モデルだが、資料が乏しく全容はほとんどわかっていない。試運転の初期には非常に好調だったとされる。

### 金星一型
社内呼称A4-Rb。後のA8とは逆に、バルブカムが後方に集約され排気管が前方に向いているのが特徴。しかしこれは気筒冷却や整備性の悪化を招き、また設計の不良から試験運転中に文字通りあらゆる部品が破損しA8の開発直前には「A4は全ての部品を壊し尽くした」と言われるほどだった。

### 金星二型
社内呼称A4-Rc。A4-Rbの軸受等に改良を施したものだが、やはり試験では問題が多発した。

### 金星三型
社内呼称A8a（出力軸直結）またはA8b（出力軸減速）。A4からカムの位置が前方に入れ替えられ、排気管は後方に開口している。また外国製エンジンの優れた個所を多く取り入れ、完成度の高いエンジンに仕上がっている。海軍の審査運転はまったくトラブルなく終わり、試験後のオーバーホールも洗浄のみで終了と極めて優秀な成績を示し1936年（昭和11年）1月15日に制式採用となった。ただし、大改良を施した金星四型がすぐに登場したため生産数は比較的少なく終わっている。

### 金星四〇型
金星四一型
社内呼称A8c。金星三型をベースに性能向上に不利と思われる部位の抜本的改良を行ったもの。主な改良箇所は以下の通り。
- ローラーベアリングの使用はクランク軸の前後主軸受のみとしプレーンベアリングを主用。
- クランク軸を分割式とし中央部にボールベアリングを追加し剛性向上。
- 主コネクティングロッドの大端部を一体式に改め軸受の耐久性向上。
- ナトリウム封入の中空排気弁を採用し冷却強化。
- ピストンリングに硬質クロムメッキを施し焼き付き・摩耗防止。
- シリンダー胴に窒化処理を行い焼き付き・摩耗防止。
- 弁装置への強制潤滑による耐久性向上。
- プロペラ軸減速機をファルマン式傘歯車から軽量で高回転向きの遊星式平歯車に変更。
- 降流式キャブレターを採用し下方気筒の燃焼改善。

など。
1936年（昭和11年）7月に試作機が完成し、試験の結果優秀であることが認められ1937年（昭和12年）8月13日に海軍に制式採用された。当初の名称は金星四型であったが、1938年（昭和13年）7月4日付で金星四一型に改められた。

金星四二型
金星四一型を空気ポンプ装備可能としたもの。1937年（昭和12年）8月13日制式採用。
金星四三型
金星四二型に恒速プロペラ用調速機の伝導歯車を装備したもの。1937年（昭和12年）8月13日制式採用。
金星四四型
金星四三型に機銃連動装置と吸入圧力自動調整装置を装備したもの。1937年（昭和12年）8月13日制式採用。
金星四五型
金星四二型の過給機等を変更し全開高度を4,200 mに変更したもの。1940年（昭和15年）2月5日制式採用。
金星四六型
金星四三型の過給機等を変更し全開高度を4,200 mに変更したもの。1940年（昭和15年）2月5日制式採用。

### 金星五〇型
金星五一型（ハ112I）
試作時の名称は金星四〇型改一。金星四〇型の各所に改良を加えて性能強化したもの。改良箇所は以下の通り。
- 気筒フィン面積増加による冷却強化、気筒胴切削形状の変更による構造強化。
- 吸気弁傘部外径拡大、吸排気弁の材質変更、弁ばねの簡略化・強化、吸排気弁挟み角拡大。
- 吸気管径拡大、点火栓取付位置変更。
- クランクピン油孔間隔短縮。
- 減速機大歯車へのスプライン外径拡大。
- クランク軸中央軸受の取付ボルトを変更し強化、クランク軸前後軸受を強化。
- 減速機大歯車軸受を内輪なしからありに変更し工作簡易化、減速比変更。
- プロペラ軸を海軍用規格から陸海軍共通規格に変更。
- 過給機を2速に変更しインペラ径を拡大。
- 気化器の容量増大、水メタノール噴射装置を搭載可能に。
- 直結発電機の着脱容易化、油ポンプ強化、燃料ポンプの高空性能改善と濾過機の着脱性改善、マグネトーを変更し点火時期の一斉化。

1942年（昭和17年）7月30日に制式採用された。
金星五二型
金星五一型に水噴射ポンプを装備可能としたもの。1942年（昭和17年）7月30日制式採用。
金星五三型
金星五二型に高圧油ポンプを装備可能としたもの。1942年（昭和17年）7月30日制式採用。
金星五四型
金星五三型に機銃連動装置を装備可能としたもの。1942年（昭和17年）7月30日制式採用。

### 金星六〇型
金星六一型
金星五〇型の回転数を引き上げて出力を増強したもの。
金星六二型（ハ112II）
金星六一型の燃料供給装置をポート噴射の多点定時燃料噴射とし、水メタノール噴射装置を搭載したもの。
ハ112IIル
ハ112IIにル2排気タービン過給機を付加したもの。インタークーラーは装備していなかった。

## 搭載機
- 三型 九六式陸上攻撃機、九七式二号艦上攻撃機
- 四〇型 九六式陸上攻撃機、九九式艦上爆撃機、零式輸送機、零式水上偵察機
- 五〇型 九九式艦上爆撃機、零式輸送機、瑞雲 「五二型（中攻用）五三型（大艇、ダグラス）五四型（艦爆用）」
- 六〇型 一〇〇式司令部偵察機三型/四型、五式戦闘機、キ102、キ116、彗星三三型、零式艦上戦闘機五四型/六四型

## 諸元
※使用単位についてはWikipedia:ウィキプロジェクト 航空/物理単位も参照

### 金星旧型・一型・二型・三型諸元
| 名称         | 名称                | 名称          | 金星旧型               | 金星一型               | 金星二型               | 金星三型               |
| ------------ | ------------------- | ------------- | ---------------------- | ---------------------- | ---------------------- | ---------------------- |
| 形式         | 形式                | 形式          | 空冷複列星型14気筒     | 空冷複列星型14気筒     | 空冷複列星型14気筒     | 空冷複列星型14気筒     |
| 内径×行程    | 内径×行程           | 内径×行程     | 140 mm × 150 mm        | 140 mm × 150 mm        | 140 mm × 150 mm        | 140 mm × 150 mm        |
| 排気量       | 排気量              | 排気量        | 32.34 L                | 32.34 L                | 32.34 L                | 32.34 L                |
| 圧縮比       | 圧縮比              | 圧縮比        | 5.3                    | 5.3                    | 5.3                    | 6.0                    |
| 全長         | 全長                | 全長          | 1,535 mm               | 1,540 mm               | 1,540 mm               | 1,675 mm               |
| 直径         | 直径                | 直径          | 1,210 mm 1,205 mm      | 1,200 mm 1,218 mm      | 1,218 mm               | 1,212 mm 1,214 mm      |
| 乾燥重量     | 乾燥重量            | 乾燥重量      | 472 kg 514 kg          | 489 kg 512 kg          | 545 kg 533 kg          | 544 kg 532 kg          |
| 燃料供給方式 | 燃料供給方式        | 燃料供給方式  | 昇流式キャブレター     | 昇流式キャブレター     | 昇流式キャブレター     | 昇流式キャブレター     |
| 過給機       | 過給機              | 過給機        | 遠心式機械過給機1段1速 | 遠心式機械過給機1段1速 | 遠心式機械過給機1段1速 | 遠心式機械過給機1段1速 |
| 減速比       | 減速比              | 減速比        | 0.621                  | 0.621                  | 0.621                  | 0.625                  |
| 離昇馬力     |                     |               |                        |                        |                        |                        |
| 馬力         | 800 HP 820 HP       | 820 HP 835 HP | 830 HP 825 HP          | 840 HP                 |                        |                        |
| 回転数       | 2,000 rpm 2,300 rpm | 2,300 rpm     | 2,350 rpm 2,300 rpm    | 2,350 rpm              |                        |                        |
| 公称馬力     |                     |               |                        |                        |                        |                        |
| 馬力         | 600 HP              | 650 HP        | 650 HP                 | 910 HP 790 HP          |                        |                        |
| 回転数       | 2,000 rpm 2,100 rpm | 2,100 rpm     | 2,150 rpm 2,100 rpm    | 2,350 rpm 2,150 rpm    |                        |                        |
| 高度         |                     | 1,000 m       | 1,500 m 1,000 m        | 2,100 m 2,000 m        |                        |                        |
| 出典         | 出典                | 出典          | [ 10 ] [ 9 ]           | [ 10 ] [ 9 ]           | [ 10 ] [ 9 ]           | [ 10 ] [ 9 ]           |

### 金星四〇型諸元
| 名称         | 名称                   | 名称                   | 金星四一型             | 金星四二型             | 金星四三型             | 金星四四型             | 金星四五型         | 金星四六型         |
| ------------ | ---------------------- | ---------------------- | ---------------------- | ---------------------- | ---------------------- | ---------------------- | ------------------ | ------------------ |
| 形式         | 形式                   | 形式                   | 空冷複列星型14気筒     | 空冷複列星型14気筒     | 空冷複列星型14気筒     | 空冷複列星型14気筒     | 空冷複列星型14気筒 | 空冷複列星型14気筒 |
| 内径×行程    | 内径×行程              | 内径×行程              | 140 mm × 150 mm        | 140 mm × 150 mm        | 140 mm × 150 mm        | 140 mm × 150 mm        | 140 mm × 150 mm    | 140 mm × 150 mm    |
| 排気量       | 排気量                 | 排気量                 | 32.34 L                | 32.34 L                | 32.34 L                | 32.34 L                | 32.34 L            | 32.34 L            |
| 圧縮比       | 圧縮比                 | 圧縮比                 | 6.6                    | 6.6                    | 6.6                    | 6.6                    | 6.6                | 6.6                |
| 全長         | 全長                   | 全長                   | 1,646 mm               | 1,646 mm               | 1,646 mm               | 1,646 mm               | 1,646 mm           | 1,646 mm           |
| 直径         | 直径                   | 直径                   | 1,218 mm               | 1,218 mm               | 1,218 mm               | 1,218 mm               | 1,218 mm           | 1,218 mm           |
| 乾燥重量     | 乾燥重量               | 乾燥重量               | 560 kg                 | 560 kg                 | 560 kg                 | 560 kg                 | 560 kg             | 560 kg             |
| 燃料供給方式 | 燃料供給方式           | 燃料供給方式           | 降流式キャブレター     | 降流式キャブレター     | 降流式キャブレター     | 降流式キャブレター     | 降流式キャブレター | 降流式キャブレター |
| 過給機       |                        |                        |                        |                        |                        |                        |                    |                    |
| 形式         | 遠心式機械過給機1段1速 | 遠心式機械過給機1段1速 | 遠心式機械過給機1段1速 | 遠心式機械過給機1段1速 | 遠心式機械過給機1段1速 | 遠心式機械過給機1段1速 |                    |                    |
| インペラ径   | 245 mm                 | 245 mm                 | 245 mm                 | 245 mm                 | 280 mm                 | 280 mm                 |                    |                    |
| 増速比       | 8.48                   | 8.48                   | 8.48                   | 8.48                   | 8.48                   | 8.48                   |                    |                    |
| 減速比       | 減速比                 | 減速比                 | 0.700                  | 0.700                  | 0.700                  | 0.700                  | 0.700              | 0.700              |
| 離昇馬力     |                        |                        |                        |                        |                        |                        |                    |                    |
| 馬力         | 1,000 HP               | 1,000 HP               | 1,080 HP               | 1,080 HP               | 1,000 HP               | 1,080 HP               |                    |                    |
| 回転数       | 2,500 rpm              | 2,500 rpm              | 2,500 rpm              | 2,500 rpm              | 2,550 rpm              | 2,550 rpm              |                    |                    |
| 吸気圧       | +150 mmHg              | +150 mmHg              | +150 mmHg              | +150 mmHg              | +150 mmHg              | +150 mmHg              |                    |                    |
| 公称馬力     |                        |                        |                        |                        |                        |                        |                    |                    |
| 馬力         | 1,075 HP               | 1,075 HP               | 1,075 HP               | 1,075 HP               | 1,070 HP               | 1,070 HP               |                    |                    |
| 回転数       | 2,500 rpm              | 2,500 rpm              | 2,500 rpm              | 2,500 rpm              | 2,500 rpm              | 2,500 rpm              |                    |                    |
| 高度         | 2,000 m                | 2,000 m                | 2,000 m                | 2,000 m                | 2,000 m                | 2,000 m                |                    |                    |
| 出典         | 出典                   | 出典                   | [ 10 ] [ 9 ]           | [ 10 ] [ 9 ]           | [ 10 ] [ 9 ]           | [ 10 ] [ 9 ]           | [ 10 ] [ 9 ]       | [ 10 ] [ 9 ]       |

### 金星五〇型諸元
| 名称         | 名称                   | 名称                   | 金星五一型 ハ112I      | 金星五二型             | 金星五三型         | 金星五四型         |
| ------------ | ---------------------- | ---------------------- | ---------------------- | ---------------------- | ------------------ | ------------------ |
| 形式         | 形式                   | 形式                   | 空冷複列星型14気筒     | 空冷複列星型14気筒     | 空冷複列星型14気筒 | 空冷複列星型14気筒 |
| 内径×行程    | 内径×行程              | 内径×行程              | 140 mm × 150 mm        | 140 mm × 150 mm        | 140 mm × 150 mm    | 140 mm × 150 mm    |
| 排気量       | 排気量                 | 排気量                 | 32.34 L                | 32.34 L                | 32.34 L            | 32.34 L            |
| 圧縮比       | 圧縮比                 | 圧縮比                 | 7.0                    | 7.0                    | 7.0                | 7.0                |
| 全長         | 全長                   | 全長                   | 1,660 mm               | 1,660 mm               | 1,660 mm           | 1,660 mm           |
| 直径         | 直径                   | 直径                   | 1,218 mm               | 1,218 mm               | 1,218 mm           | 1,218 mm           |
| 乾燥重量     | 乾燥重量               | 乾燥重量               | 609 kg                 | 675.5 kg               | 675.5 kg           | 680 kg             |
| 燃料供給方式 | 燃料供給方式           | 燃料供給方式           | 降流式キャブレター     | 降流式キャブレター     | 降流式キャブレター | 降流式キャブレター |
| 過給機       |                        |                        |                        |                        |                    |                    |
| 形式         | 遠心式機械過給機1段2速 | 遠心式機械過給機1段2速 | 遠心式機械過給機1段2速 | 遠心式機械過給機1段2速 |                    |                    |
| インペラ径   | 290 mm                 | 290 mm                 | 290 mm                 | 290 mm                 |                    |                    |
| 増速比       | 7.00, 9.12             | 7.00, 9.12             | 7.00, 9.12             | 7.00, 9.12             |                    |                    |
| 減速比       | 減速比                 | 減速比                 | 0.633                  | 0.633                  | 0.633              | 0.633              |
| 離昇馬力     |                        |                        |                        |                        |                    |                    |
| 馬力         | 1,300 HP               | 1,300 HP               | 1,300 HP               | 1,300 HP               |                    |                    |
| 回転数       | 2,600 rpm              | 2,600 rpm              | 2,600 rpm              | 2,600 rpm              |                    |                    |
| 吸気圧       | +330 mmHg              | +330 mmHg              | +330 mmHg              | +330 mmHg              |                    |                    |
| 公称馬力     |                        |                        |                        |                        |                    |                    |
| 一速         |                        |                        |                        |                        |                    |                    |
| 馬力         | 1,200 HP               | 1,200 HP               | 1,200 HP               | 1,200 HP               |                    |                    |
| 回転数       | 2,600 rpm 2,500 rpm    | 2,600 rpm 2,500 rpm    | 2,600 rpm 2,500 rpm    | 2,600 rpm 2,500 rpm    |                    |                    |
| 高度         | 3,000 m                | 3,000 m                | 3,000 m                | 3,000 m                |                    |                    |
| 二速         |                        |                        |                        |                        |                    |                    |
| 馬力         | 1,100 HP               | 1,100 HP               | 1,100 HP               | 1,100 HP               |                    |                    |
| 回転数       | 2,500 rpm              | 2,500 rpm              | 2,500 rpm              | 2,500 rpm              |                    |                    |
| 高度         | 6,000 m 6,200 m        | 6,000 m 6,200 m        | 6,000 m 6,200 m        | 6,000 m 6,200 m        |                    |                    |
| 出典         | 出典                   | 出典                   | [ 10 ] [ 9 ]           | [ 10 ] [ 9 ]           | [ 10 ] [ 9 ]       | [ 10 ] [ 9 ]       |

### 金星六〇型諸元
| 名称         | 名称            | 名称              | 金星六二型 ハ112II     | ハ112IIル                                 |
| ------------ | --------------- | ----------------- | ---------------------- | ----------------------------------------- |
| 形式         | 形式            | 形式              | 空冷複列星型14気筒     | 空冷複列星型14気筒                        |
| 内径×行程    | 内径×行程       | 内径×行程         | 140 mm × 150 mm        | 140 mm × 150 mm                           |
| 排気量       | 排気量          | 排気量            | 32.34 L                | 32.34 L                                   |
| 圧縮比       | 圧縮比          | 圧縮比            | 7.0                    | 7.0                                       |
| 全長         | 全長            | 全長              | 1,660 mm               | 1,660 mm                                  |
| 直径         | 直径            | 直径              | 1,218 mm               | 1,218 mm                                  |
| 乾燥重量     | 乾燥重量        | 乾燥重量          | 675 kg                 | 729 kg                                    |
| 燃料供給方式 | 燃料供給方式    | 燃料供給方式      | 多点定時燃料噴射       | 多点定時燃料噴射                          |
| 過給機       | 過給機          | 過給機            | 遠心式機械過給機1段2速 | 遠心式機械過給機1段2速+排気タービン過給機 |
| 減速比       | 減速比          | 減速比            | 0.633                  | 0.633                                     |
| 離昇馬力     |                 |                   |                        |                                           |
| 馬力         | 1,500 HP        | 1,500 HP          |                        |                                           |
| 回転数       | 2,600 rpm       | 2,600 rpm         |                        |                                           |
| 吸気圧       | +450 mmHg       | +550 mmHg         |                        |                                           |
| 公称馬力     |                 |                   |                        |                                           |
| 一速         |                 |                   |                        |                                           |
| 馬力         | 1,350 HP        | 1,350 HP          |                        |                                           |
| 回転数       | 2,600 rpm       | 2,600 rpm         |                        |                                           |
| 高度         | 2,000 m 2,600 m | 2,000 m           |                        |                                           |
| 二速         |                 |                   |                        |                                           |
| 馬力         | 1,250 HP        | 1,250 HP 1,370 HP |                        |                                           |
| 回転数       | 2,600 rpm       | 2,600 rpm         |                        |                                           |
| 高度         | 5,800 m         | 7,700 m           |                        |                                           |
| 馬力         | 馬力            |                   | 1,240 HP               |                                           |
| 回転数       | 回転数          | 2,600 rpm         |                        |                                           |
| 高度         | 高度            | 11,000 m          |                        |                                           |
| 出典         | 出典            | 出典              | [ 10 ] [ 9 ]           | [ 10 ] [ 9 ]                              |